# Amt Springe

Karte des Amtes Springe (um 1820)

Das Amt Springe war ein historischer Verwaltungsbezirk im Fürstentum Calenberg, später im Königreich Hannover bzw. der preußischen Provinz Hannover mit Sitz in Springe.

## Geschichte
Die im 13. Jahrhundert errichtete Burg Springe war der letzte Stützpunkt der Grafen von Hallermunt. 1411 fiel ihr Besitz an die Welfen, die daraus das Amt Springe bildeten. Aufgewertet wurde es ihm im 15. Jahrhundert durch die Verbindung mit der Goe auf der Hamel. Zeitweilig war das Amt allerdings auch von der Großvogtei Calenberg abhängig. 1584 wurde es aus der letzten Verpfändung gelöst und endgültig mit der Goe auf der Hamel verbunden.
Nach dem Intermezzo der Franzosenzeit wurde das Amt 1813 restituiert und um Dörfer aus aufgelösten Patrimonialgerichten vermehrt. 1852 kamen die Dörfer Bockerode und Mittelrode aus dem Amt Calenberg dazu. Afferde, Groß und Klein Hilligsfeld, Rohrsen, Holtensen, Unsen und Welliehausen wurden aus dem Amt Springe in das Amt Hameln; Bäntorf, Behrensen und Diedersen in das Amt Coppenbrügge umgegliedert. 1859 ging das Amt Lauenau im Amt Springe auf, das außerdem noch um zwei Dörfer aus dem aufgelösten Amt Coppenbrügge erweitert wurde.
1885 wurde das Amt in die Kreisverfassung überführt (Landkreis Springe).

## Gemeinden
Das Amt Springe umfasste 1885 folgende Gemeinden:
| - Altenhagen I - Altenhagen II - Alvesrode - Bakede - Beber - Bockerode - Böbber - Brullsen | - Egestorf - Eimbeckhausen - Feggendorf - Flegessen - Hachmühlen - Hamelspringe - Hasperde - Hülsede | - Lauenau - Luttringhausen - Meinsen - Messenkamp - Milliehausen - Mittelrode - Nettelrede - Neustadt bei Hachmühlen | - Nienstedt - Pohle - Rohrsen - Schmarrie - Springe - Völksen - Waltershagen |

- Karte mit allen verlinkten Seiten:
- OSM |
- WikiMap

## Amtmänner
- -1721: Johann Christoph Philipp von Windheim (1659–1721), Oberamtmann
- 1816–1820: Ludewig August Heinrich Beaulieu, Amtmann
- 1820–1827: Philipp Christian Dieckmann
- 1827–1848: August Friedrich von Lenthe, Drost
- 1848–1867: Georg Ludewig Giese, Amtmann, 1859 Oberamtmann
- (1867) 1868–1885: Gustav Friedrich Anton Blumenbach, Amtmann